# Cathédrale Notre-Dame-de-Kazan de Saint-Pétersbourg
Cette  cathédrale ne doit pas être confondue avec une autre cathédrale de Saint-Pétersbourg.
 D’autres cathédrales portent le nom de cathédrale Notre-Dame-de-Kazan.
La cathédrale Notre-Dame-de-Kazan (en russe : Каза́нский кафедра́льный собо́р) est une église orthodoxe vouée à l'icône de Notre-Dame de Kazan et située sur la perspective Nevski à Saint-Pétersbourg. Elle a été construite de 1801 à 1811 par l'architecte Andreï Voronikhine, sur l'ordre de l'empereur Paul Ier. 

## Architecture

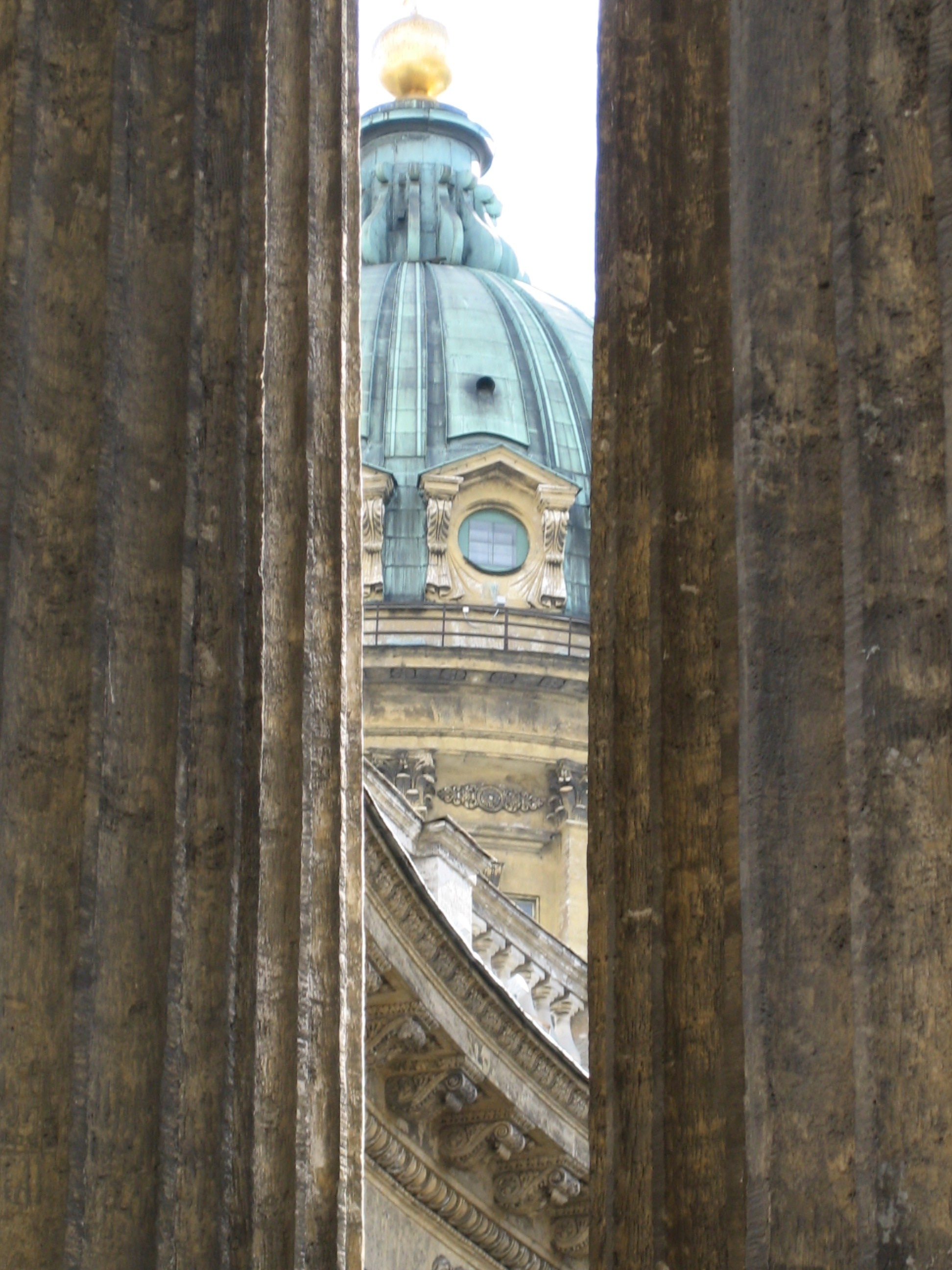
Vue de la cathédrale à travers les colonnes

Cathédrale de style néo-classique, son dôme culmine à 76 mètres et ses 96 colonnes, en hémicycle, rappellent un peu la Basilique Saint-Pierre de Rome. L'idée d'un « Saint-Pierre russe » en était d'ailleurs venue à Paul Ier lors d'un voyage que fit celui-ci à Rome. Mais l'espace disponible obligea à tronquer la colonnade. Dans sa forme actuelle, le portique semi-circulaire évoque la Basilique San Francesco di Paola de Naples
Dans les niches du portique figurent plusieurs statues en bronze :
- Saint Vladimir, prince de Kiev
- Saint Jean-Baptiste
- Saint Alexandre Nevski
- Saint André

La porte du portail nord a été exécutée par Vassili Ekimov, en parfaite réplique de celle de Lorenzo Ghiberti, pour le Baptistère Saint-Jean de Florence. 
L'intérieur est orné de cinquante-six colonnes de style corinthien, en granit rose et le sol est recouvert d'une mosaïque en marbre de Carélie.
Les cloches de la cathédrale sont situées dans le pavillon à l'extrémité Ouest de la colonnade, qui dispose d'ouvertures donnant sur la rue de Kazan (Kazanskaia Ulitsa).

## Histoire

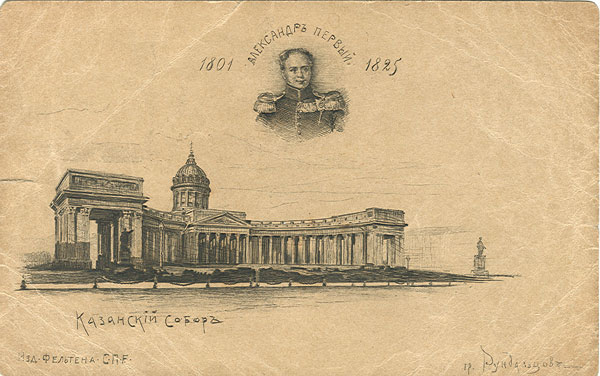
Portrait de l'empereur Alexandre Ier et de Notre-Dame de Kazan.

La cathédrale a été construite à l'emplacement d'une église du XVIIIe siècle dédiée à la Nativité de la Vierge. La construction du prestigieux bâtiment et son icône miraculeuse ont conféré à la capitale également une primauté religieuse.
Après la victoire russe sur les armées napoléoniennes en 1812, la cathédrale devient un mémorial de la guerre contre les Français et un mémorial des généraux victorieux.
En décembre 2017, une tentative d'attentat de l'organisation État islamique contre la cathédrale est déjouée

### Un haut lieu de la contestation
Le 6 décembre 1876, une manifestation étudiante a lieu devant la cathédrale et est durement réprimée. Depuis chaque année, une manifestation rituelle avait lieu sur la même place. La manifestation devient alors un spectacle auquel assistent - à bonne distance - les badauds, qui attendent les cosaques.
Les funérailles du compositeur Tchaïkovski y ont eu lieu le 28 octobre 1893 en présence de huit mille personnes.
En 1932 sous le régime communiste, elle devient un musée de l'athéisme, musée national d'histoire de la religion et de l'athéisme du ministère de la culture de l'URSS mais est partiellement rendue au culte en 1990. Le musée de l'athéisme déménage en 2000 et se nomme désormais le musée d'Histoire des Religions. L'église est rendue au culte en 2001.